# Flore d'Afrique
La flore d’Afrique est estimée à 62 000 espèces de plantes à fleurs. Ce chiffre augmente d‘environ 200 espèces par an, grâce aux nouvelles découvertes et diminue tout autant à cause des nouvelles identifications moléculaires ou taxonomiques des herbiers.
Par rapport à d’autres continents, la diversité y est relativement faible, probablement 25 % des espèces mondiales.
Pour plusieurs raisons, la connaissance du nombre d’espèces sur l’ensemble du continent africain a toujours été une approximation, la principale est la segmentation de la connaissance due au régionalisme, à l’histoire de la colonisation et bien entendu à l’importante surface du continent. On dispose de flores pour de nombreux pays, et parfois couvrant plusieurs pays comme l’Afrique de l’Ouest ou l’Afrique centrale, mais la plupart sont anciennes et surtout épuisées depuis très longtemps. Pour connaître la diversité du continent, il est impossible d’additionner l’ensemble de ces flores pour obtenir une valeur totale, même approximative, puisque la plupart de ces espèces se retrouvent dans plusieurs flores, voire sous différents noms suivant les pays, on aurait donc des espèces comptabilisées plusieurs fois. C’est grâce à la mise en place d’une base de données, que les Conservatoires et Jardins botaniques de la Ville de Genève et le South African Network of Botany (SANBI) ont réussi à regrouper l’ensemble des noms de plantes à fleurs d’Afrique, à en éliminer les espèces en double, en quadruple, à mettre à jour les espèces récemment découvertes, pour en estimer pour la première fois la diversité en 2006. Ces informations sont désormais accessibles sur le WEB African Plant Database et sont mises à jour régulièrement.

## Historique
Une des premières flores africaines est la « Flore d’Oware et du Benin » de Palisot de Beauvois, couvrant les régions du Bénin et du Nigeria, elle comprenait quelques centaines d'espèces, à l'autre bout du continent, un peu plus tard, on citera la flore du Cap de Harvey (1859-1865).
Puis vint la « Flora of Tropical Africa » de Oliver (1868-1937), qui mentionnait la présence de 13 500 espèces.
En 1991, J.-P. Lebrun et A. Stork, commencèrent un travail énorme de synthèse regroupant en 4 volumes l’ensemble des noms publiés dans toutes les flores d’Afrique tropicale (Énumération des plantes à fleurs d'Afrique tropicale), soit plus de 60 flores nationales et 4 grandes flores régionales, et en considérant également les recherches particulières sur des genres ou des familles. Ce travail a permis la création d’African Plant Database African Plant Database. Ce travail est en train de se poursuivre et de s’affiner avec l’ajout d’informations sur l’écologie et la distribution des espèces. C’est actuellement la référence pour la nomenclature des noms de plantes africaines.

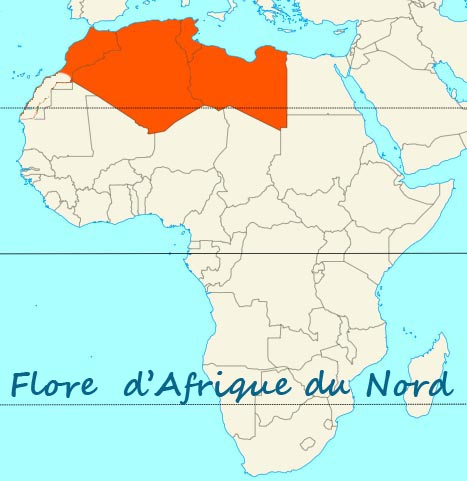
Aire couverte par la Flore d'Afrique du Nord

### Flore d’Afrique du Nord
La flore d’Afrique du Nord commencée par R. Maire en 1957 comporte 17 volumes, mais n’a pas été terminée (il manque entre autres de la famille la plus riche des Asteraceae). Le projet APD estime l’existence de 7800 espèces soit 9080 taxons (Dobignard et Chatelain). Plusieurs flores récentes existent pour certains pays comme l’Égypte (Boulos) ou le Maroc (Fennane & al.) avec 2 sur 3 volumes publiés. Pour la Tunisie et l’Algérie les flores sont plus anciennes, la plupart épuisées. Un énorme travail reste à faire pour mettre à jour ces informations anciennes.

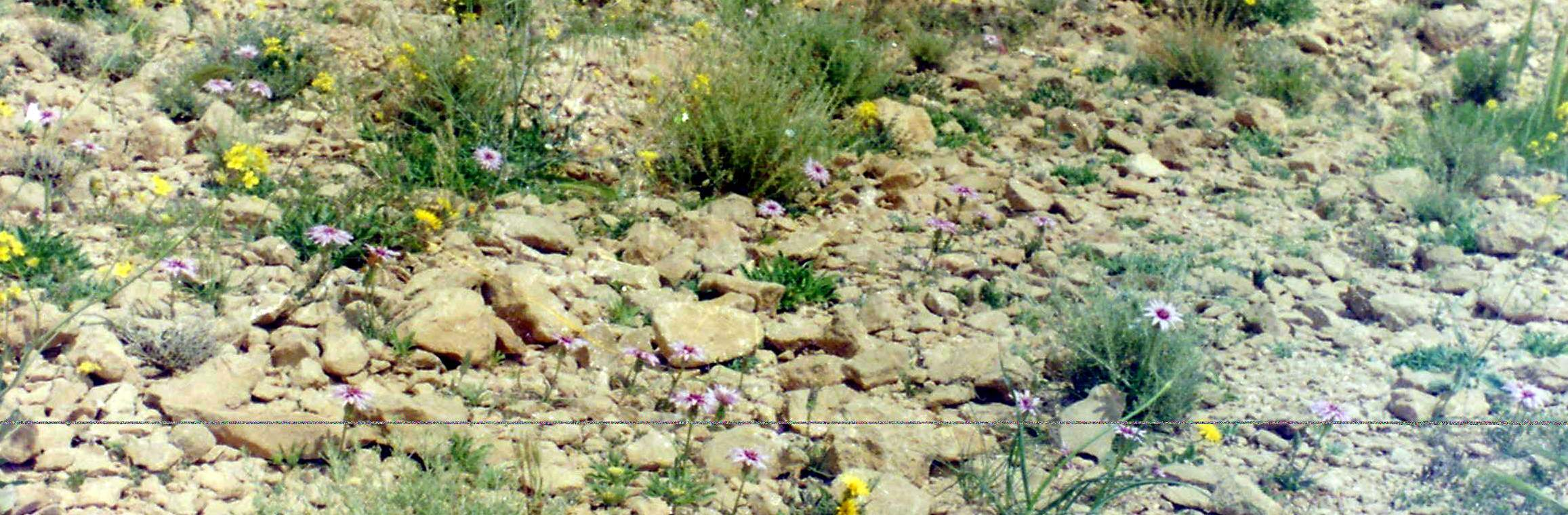
Flore d'El Kantara en Algérie.

### Flore d’Afrique Tropicale
Pour l'Afrique tropicale, on[Qui ?] estime à 30 000 le nombre d'espèces.

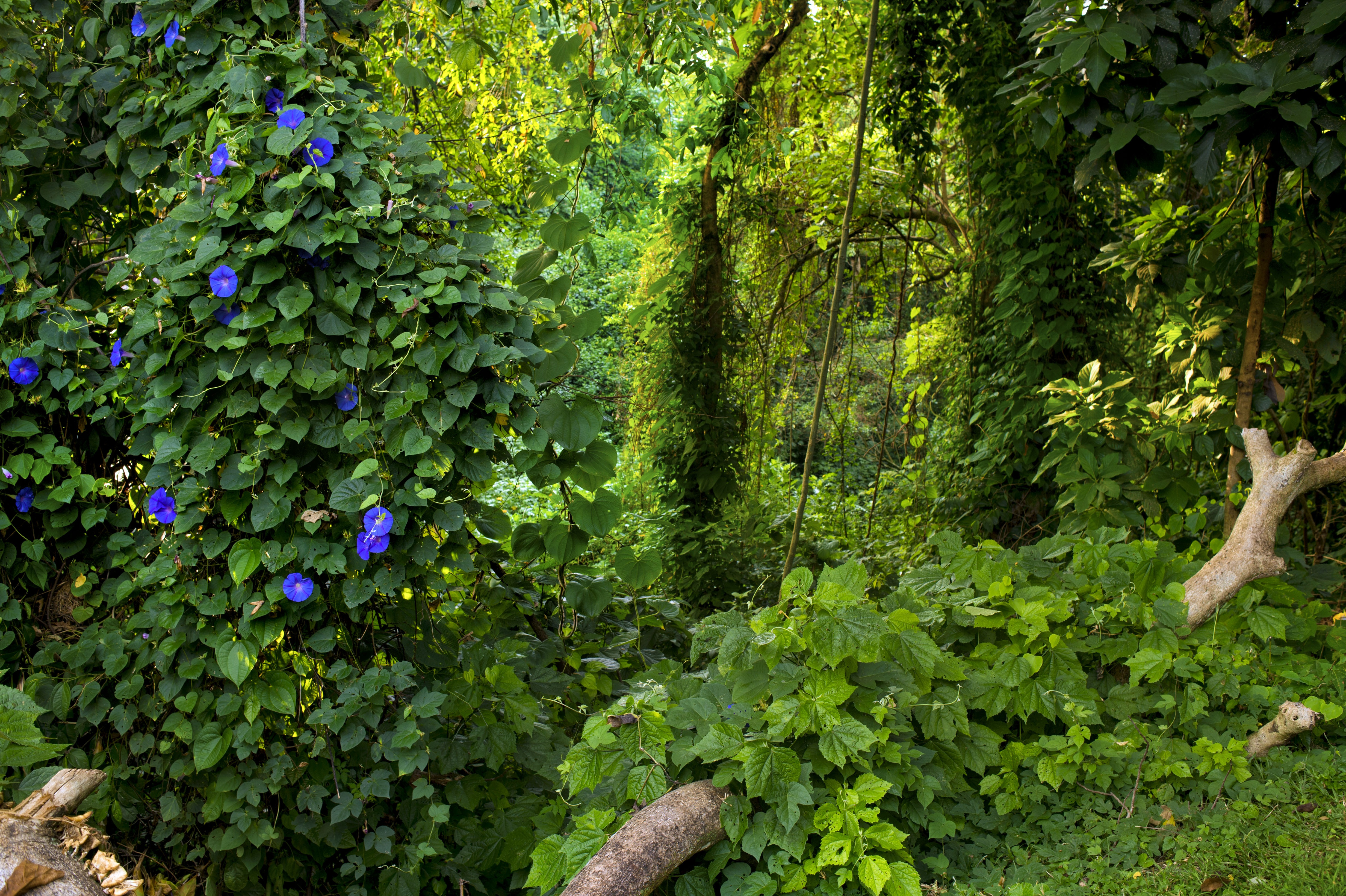
Foret tropicale en Ouganda

Il n’existe pas de flore complète de l’Afrique tropicale, hormis celle d'Oliver (1868-1937), mais une multitude de flores sous-continentales et nationales. Pour certaines régions, il n'existe toujours pas de flore, mais seulement des listes d’espèces observées (Soudan, Angola).
Il existe quelques sites internet bien documentés et illustrés de nombreuses photos.
Pour l'Afrique de l’Est

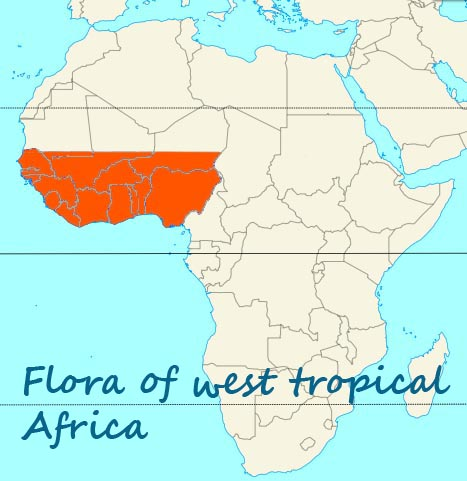
Aire couverte par la flore d'Afrique de l'ouest

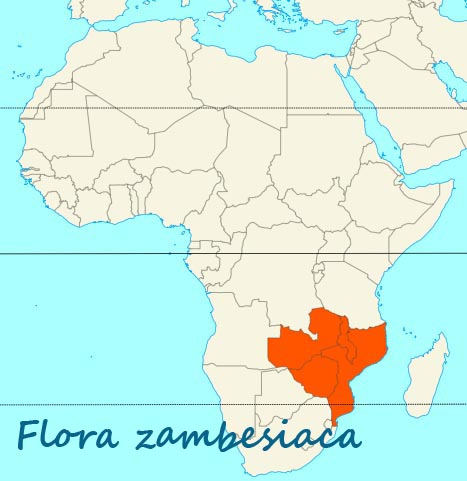
Aire couverte par la flore Flore zambesiaca

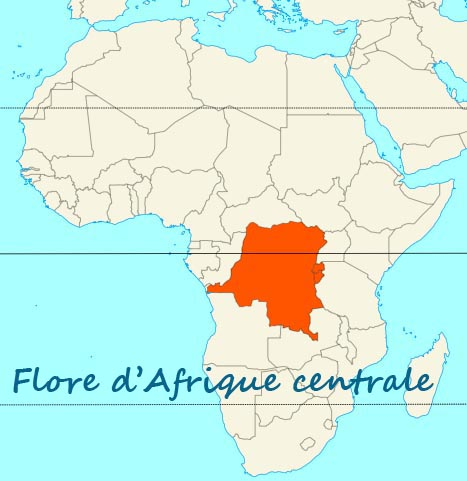
Aire couverte par la flore d'Afrique centrale

Depuis 1948 des flores de cette région sont publiées par Kew, famille après famille, et bientôt on pourra disposer de l’ensemble de la flore de cette région, approximativement 12 500 espèces.
Pour l’Afrique de l’Ouest

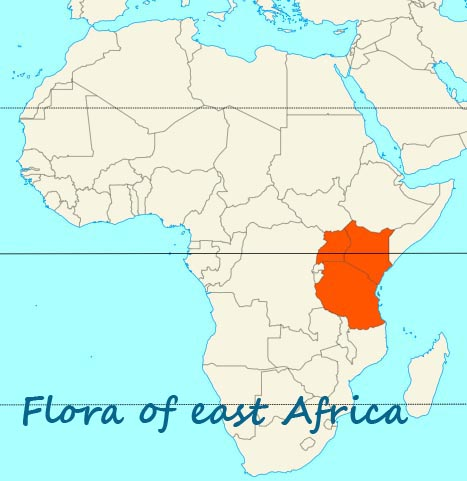
Aire couverte par la flore d'Afrique de l'est

La flore date des années 1950, épuisée, elle compte environ 6500 espèces. Il existe néanmoins des flores récentes pour le Bénin ou la Côte d’Ivoire.
Pour la corne de l’Afrique
Pour ces régions parmi les plus pauvres d’Afrique, il existe une flore complète Éthiopie et une flore de Somalie aussi récente. Cela grâce au dynamisme de plusieurs chercheurs suédois.

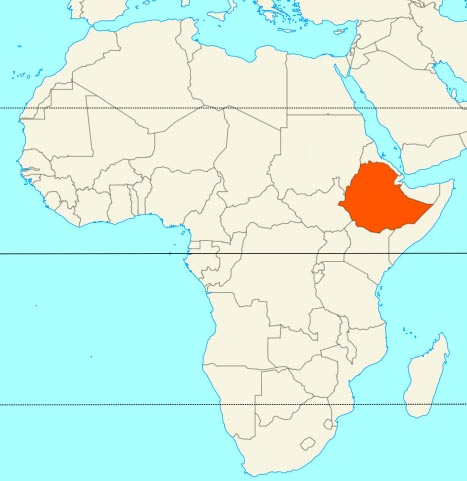
Aire couverte par la flore d'Ethiopie et d'Erythrée

### Flore de Madagascar
La rédaction de la flore de Madagascar a commencé vers 1923 avec Humbert… mais elle n’est toujours pas terminée. Cependant, il existe un Catalogue des plantes vasculaires de Madagascar très documenté est accessible sur internet grâce au Jardin botanique du Missouri, qui sert de base pour les études en cours, car la relève malgache est très active.
On estime à 10 000 le nombre d'espèces de l'île, dont plus de 80 % d'endémisme.

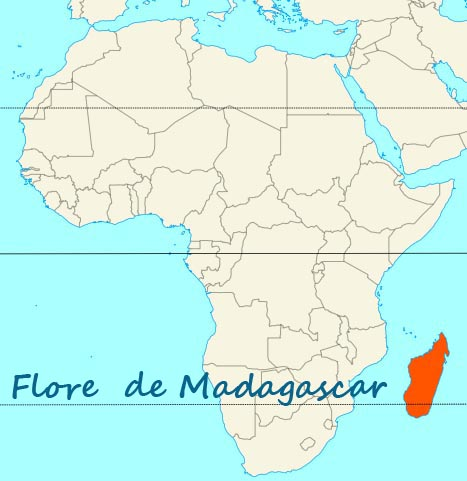
Aire couverte par la flore de Madagascar

C'est entre autres l'une des plus grandes réserves du genre Aloe au monde.

### Flore des îles périphériques
La flore des îles périphériques africaines, comme Zanzibar, Sao Tomé ou le Cap-Vert, est relativement pauvre et surtout fortement dégradée, avec une dominance d’espèces introduites du continent. Si on connaît relativement bien la flore de ces îles, les études récentes sont rares.

### Flore d’Afrique du Sud
L’Afrique du Sud est probablement la partie africaine la mieux connue pour ce qui est de la botanique, avec une multitude d’ouvrages et de flores. On estime la diversité à plus de 23.700 espèces, dont un grand nombre sont des endémiques du Cap de Bonne Espérance.

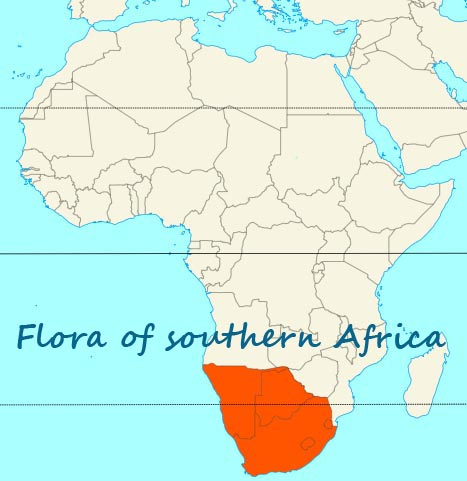
Aire couverte par la flore d'Afrique du sud

C'est entre autres l'une des plus grandes réserves du genre Aloe au monde.